# Mesoligia albicans
Mesoligia albicans là một loài bướm đêm trong họ Noctuidae.